# Netočka Nezvanova
Netočka Nezvanova (in russo: Неточка Незванова) è un romanzo incompiuto dello scrittore russo Fëdor Dostoevskij, pubblicato nel 1849; è rimasto incompiuto a causa dell'arresto dell'autore per motivi politici.

## Trama
L'opera narra le vicende di Netočka, una ragazzina fantasiosa e sensibile ma sfortunatamente nata in una famiglia povera e disperata. L'adozione, una volta rimasta orfana, presso una famiglia più agiata - dove si legherà a una sua coetanea di nome Katja - rappresenterà un riscatto per la sua esistenza. 

## Critica
Il romanzo dette scandalo (ma non contribuì alle accuse di sovversivismo politico che ebbero a gravare su Dostoevskij) per la descrizione morbosa del rapporto sentimentale che si viene a instaurare tra la protagonista e Katia, specie quando di notte le due bambine si ritrovano di nascosto per baciarsi, ammettendo l'un l'altra di amarsi.
Netočka Nezvanova fece pensare a tendenze (o almeno a latenti fantasie) pedofile dell'autore, in quanto nell'ultimo capitolo del romanzo si rivela che il secondo padre adottivo della giovane, Pëtr Aleksandrovič, provasse un eccessivo interesse nei suoi confronti - che egli nega - suscitando la gelosia della moglie, Aleksandra Michajlovna.
Negli anni successivi, le polemiche nate con questo romanzo furono probabilmente il motivo dell'esclusione - imposta contro il volere dell'autore - del capitolo Da Ticon dall'edizione definitiva del romanzo I demoni; in esso, infatti, il protagonista Stravrogin racconta al monaco Ticon lo stupro da lui effettuato su una bambina che, in seguito allo shock, si suicida.

## Edizioni italiane
Le traduzioni in italiano sono di Federigo Verdinois, A. Poljukin e D. Cinti (Sonzogno, 1929), Marussia Grigorieva e Mario Visetti, Leo Gastovinski, Antonio Pietrangeli, Rinaldo Küfferle, Riccardo Rossi, Anna Lubic e Igor Sibaldi, Serena Prina (Feltrinelli, 2020). 
Rinaldo Küfferle, per la propria traduzione (UTET, 1956), scelse di rendere il titolo con L'Orfana, e il nome della protagonista con Anna, per risparmiare ai lettori italiani le difficoltà di lettura e pronuncia del diminutivo-vezzeggiativo ‘Netočka’ e dell’appellativo “Nezvánova”, lett. “senza nome”. Tuttavia i due termini, scelti con cura da Dostoevskij, sono entrambi significativi, per il loro carico semantico e i riferimenti alla realtà socio-culturale evocata nell’opera.